# Epidemia de cólera de 1885 en Zaragoza
Se denomina epidemia de cólera de 1885 en Zaragoza al mayor foco en esa fecha, centrado en la ciudad de Zaragoza, de una de las epidemias de esa enfermedad que sufrió España durante el siglo XIX, tras la generalización del comercio con la India.

## Desarrollo
El brote probablemente tuvo su origen europeo en el puerto de Marsella durante la quinta pandemia de cólera. Los primeros casos en Zaragoza se descubrieron el 29 de junio de 1885, tras haberse registrado casos en la frontera con Francia. Dadas las condiciones higiénicas de las ciudades del siglo XIX donde la mayor parte de la ciudad tomaba el agua directamente del río Ebro, pronto se multiplicaron los casos. 
Las autoridades trataron inicialmente de evitar publicitar los casos para evitar que cundiera el pánico pero el alcance de la epidemia se hizo pronto evidente. Pese a ello, se multiplicaron las disposiciones relativas a la higiene pública y el cólera se convirtió en un tema de debate público. Se mandó una comisión a Valencia a estudiar las medidas contra el cólera, se celebraron sesiones en la Real Academia de Medicina de Zaragoza y conferencias como la de Santiago Ramón y Cajal sobre el tema. Hacía apenas dos años que Robert Koch había aislado el bacilo del cólera y sus implicaciones médicas no estaban aún claras.
El 21 de julio fue declarado oficialmente el estado de epidemia y para coordinar la respuesta a la enfermedad se constituyó una junta local con sede en el Palacio de los Zaporta. Entre otras medidas, se retrasó la Exposición Aragonesa de 1885 a octubre y se crearon puestos de socorro distribuidos por la localidad además de hospitales dedicados. La Lonja de Zaragoza se convirtió en una sección especial del registro para llevar la contabilidad de las muertes. Ante la falta de médicos para atendender todos los casos, estudiantes de medicina de la Universidad de Zaragoza, bomberos y policías actuaron como apoyo. La epidemia fue dada por terminada el 17 de septiembre. Destacaron por su labor médicos como Félix Aramendía, que publicó unas Impresiones terapéuticas acerca del cólera.
Zaragoza fue una de las ciudades con peor tasa de mortalidad: 32,93 por millar, frente a la media nacional de 6,96. En total, la ciudad superó los 2100 fallecidos, mientras que la provincia registraba más de 50.000 casos de la enfermedad.

## Consecuencias
A raíz de dicha epidemia y de la respuesta organizada, se le concedió a la ciudad el derecho de usar las palabras "Muy Benéfica" en el escudo municipal por decreto del 13 de junio de 1886.
Brotes como el de 1834 y este, así como la prevalencia de enfermedades como el tifus y la tuberculosis, motivaron medidas higienistas en la ciudad, durante el mandato de alcaldes como el Doctor Cerrada (que había sido miembro de la comisión de la Real Academia de Medicina de Zaragoza sobre el cólera). Como resultado, se generalizó el alcantarillado y la potabilización del agua y se crearon avenidas y zonas verdes como el Parque Grande a comienzos del siglo XX.